# Schulstraße 22 (Gütersloh)

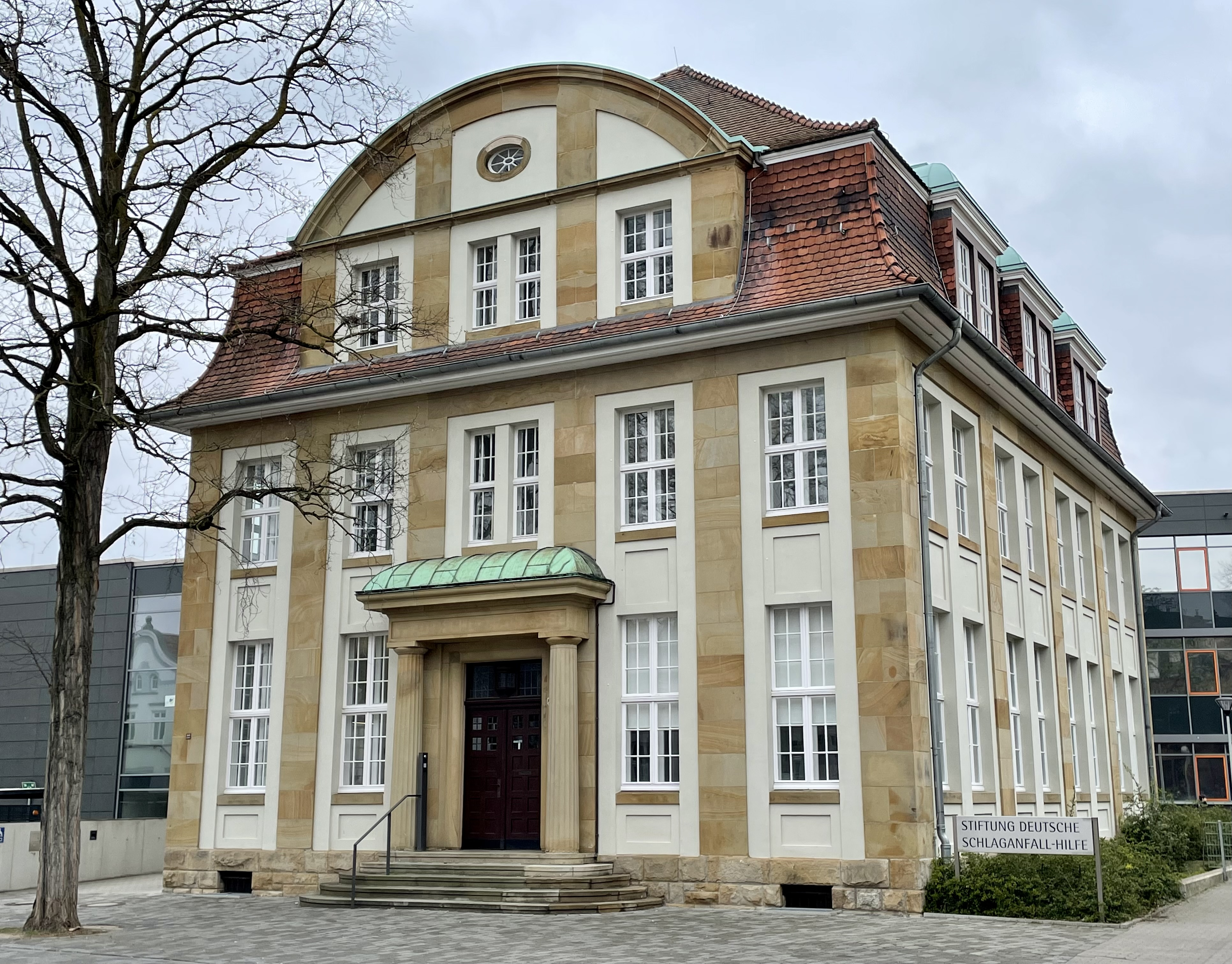
Schulstraße 22, Gütersloh (2022)

Die Schulstraße 22 ist ein Baudenkmal im Zentrum von Gütersloh. Das Gebäude im wilhelminischen Stil wurde 1913 für die Sparkasse errichtet und war von 1959 bis 1984 Sitz der Volksbücherei. Zwischenzeitlich ein Kunsthaus des Städtischen Gymnasiums, wird es seit 2016 von der Stiftung Deutsche Schlaganfall-Hilfe genutzt.

## Geschichte
Anlässlich ihres 50-jährigen Bestehens und aufgrund stetigen Wachstums entschied sich die Städtische Sparkasse Gütersloh für die Errichtung eines repräsentativen Neubaus an der Schulstraße. Dieser wurde nach Plänen von Ludwig Schluckebier umgesetzt, 1913 bezogen und bis 1937 genutzt. Danach verwendete die Stadtverwaltung das Gebäude für verschiedenste Abteilungen, darunter die Stadtkasse und das Steueramt sowie das Bauamt, die Bauaufsicht und das Wohnungsamt.
Ab 1959 war die Städtische Volksbücherei im Gebäude ansässig, zunächst nur im Erdgeschoss. Die neuen Räumlichkeiten ermöglichten eine Umstellung von der Theken- auf die Freihandnutzung. Im Jahr 1966 erweiterte die Bücherei ihre Räume auf das erste Obergeschoss und 1979 auf das zweite Obergeschoss. Dort hatte sich zwischenzeitlich eine Musikschule eingerichtet.
Mit der Einweihung des Neubaus und dem Umzug der Stadtbibliothek Gütersloh an die Blessenstätte im Jahr 1984 wurde das Gebäude an der Schulstraße 22 wieder frei. Im selben Jahr erhielt das Objekt Denkmalschutz. Das Städtische Gymnasium, das sich in unmittelbarer Nachbarschaft befindet, nutzte das Objekt ab Februar 1985 für den Kunstunterricht. Dadurch erhielt es den Namen „Kunsthaus“. Später wurden auch das Schularchiv, Materialräume und ein Fotolabor im Haus untergebracht. 2003 kamen soziale Beratungsstellen als Untermieter im Kunsthaus des Gymnasiums dazu.
Bereits 2003 war Sanierungsbedarf erkennbar, insbesondere durch Feuchtigkeitsschäden. Die Stadt Gütersloh als Eigentümerin bemühte sich über den Zeitraum von rund zehn Jahren um eine finanzielle Unterstützung durch das Land Nordrhein-Westfalen, die 2012 schließlich genehmigt wurde. 2012/2013 wurde zunächst die Fassade erneuert und der Feinputz im Stil von 1913 wiederhergestellt. Im Anschluss sollten Arbeiten im Innenraum starten, für die bereits Haushaltsmittel der Stadt in nennenswerter Höhe zurückgestellt worden waren.
2014 bekundete die Bertelsmann Stiftung Interesse am Gebäude. 2015 wurde der Kaufvertrag mit der Stadt geschlossen. Anschließend beauftragte die Stiftung den Gütersloher Architekten Walter Hauer mit einer umfassenden Restaurierung. Unter anderem wurde der Bau um 75 Zentimeter abgesenkt, um die vorhandenen Kellerräume zu erschließen.
Die Bertelsmann Stiftung überließ im Jahr 2016 das Gebäude der befreundeten Stiftung Deutsche Schlaganfall-Hilfe, die seitdem dort ihren Sitz hat.

## Beschreibung
Das Gebäude an der Schulstraße 22 wurde im wilhelminischen Stil erbaut. An der Vorderseite befindet sich ein repräsentativer Haupteingang, der durch einen Sandsteinvorbau mit Säulen hervorgehoben wird. Darüber ist ein Kupferdach positioniert.
Im Erdgeschoss befanden sich die Schalterhalle, der Kassenraum, der Tresor und ein Sitzungszimmer der Sparkasse. Das erste Obergeschoss wurde unter anderem für die Registratur und Schreibstube genutzt. 1933 wurde ein Aktenaufzug mit einer Tragfähigkeit von 20 kg eingebaut. Im zweiten Obergeschoss befand sich, wie damals üblich, die Wohnung des Leiters der Sparkasse. Die Wohnung war auch durch einen separaten Seiteneingang erreichbar.